# Bauler (Ahrweiler)
Pour les articles homonymes, voir Bauler.
Bauler est une municipalité allemande située dans le land de Rhénanie-Palatinat et l'arrondissement d'Ahrweiler.

## Source
- (de) Cet article est partiellement ou en totalité issu de l’article de Wikipédia en allemand intitulé « Bauler (Landkreis Ahrweiler) » (voir la liste des auteurs).